# Phenakit
Phenakit ist ein eher selten vorkommendes Mineral aus der Mineralklasse der „Silikate und Germanate“ mit der chemischen Zusammensetzung Be2[4][SiO4] und ist damit chemisch gesehen ein Beryllium-Silikat. Strukturell gehört Phenakit zu den Inselsilikaten.
Phenakit kristallisiert im trigonalen Kristallsystem und entwickelt meist tafelige bis langprismatische Kristalle, kommt aber auch in Form radialstrahliger oder körniger Mineral-Aggregate vor. Reiner Phenakit ist farblos und durchsichtig. Durch vielfache Lichtbrechung aufgrund von Gitterbaufehlern oder polykristalliner Ausbildung kann er aber auch weiß erscheinen und durch Fremdbeimengungen eine gelbe, rosarote oder braune Farbe annehmen, wobei die Transparenz entsprechend abnimmt.

## Etymologie und Geschichte

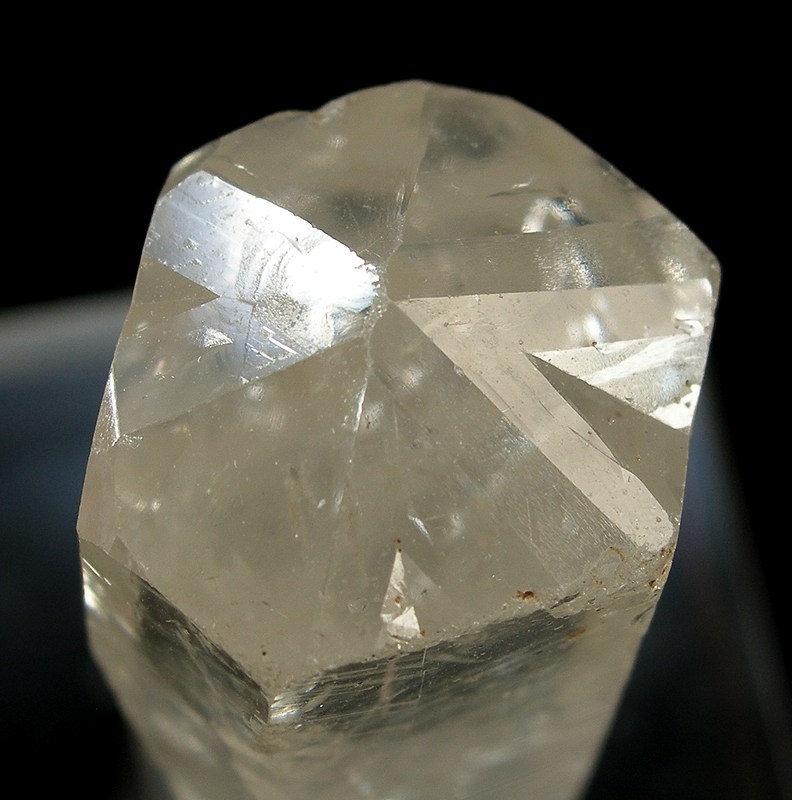
Weißer Phenakitzwilling aus Mogok, Myanmar

Benannt wurde das Mineral aufgrund seiner Ähnlichkeit und damit Verwechslungsgefahr zu Quarz nach dem altgriechischen Wort φέναξ [pʰénax] für „Täuscher“, das möglicherweise mit φαίνω [pʰai̯nɔː] „(er)scheinen, kundtun“ (wohl aus *φάνjω *[pʰáni̯ɔː]; vgl. ai. vibhāva; verwandt mit φημί [pʰɛːmí] „sagen“ – von myk. <pa-si>, mögliche Transkription: /pʰaːsí/ „er sagt“, vgl. lat. fārī „sprechen“, altsl. bajo „erzählen“, anord. bōn und ags. boen „Gebet“) verwandt ist.
Erstmals gefunden wurde Phenakit 1833 in der Smaragd Mine bei Malyschewa in Russland und beschrieben durch Nils Gustaf Nordenskjöld (1792–1866), einem finnischen Mineralogen und Reisenden.

## Klassifikation
In der veralteten 8. Auflage der Mineralsystematik nach Strunz gehörte der Phenakit zur Mineralklasse der „Silikate“ und dort zur Abteilung „Inselsilikate (Nesosilikate)“, wo er gemeinsam mit Eukryptit und Willemit sowie im Anhang mit Liberit in der „Phenakit-Reihe“ mit der Systemnummer VIII/A.01 steht.
In der zuletzt 2018 überarbeiteten Lapis-Systematik nach Stefan Weiß, die formal auf der alten Systematik von Karl Hugo Strunz in der 8. Auflage basiert, erhielt das Mineral die System- und Mineralnummer VIII/A.01-010. Dies entspricht der Klasse der „Silikate“ und dort der Abteilung „Inselsilikate mit [SiO4]-Gruppen“, wo Phenakit zusammen mit Eukryptit und Willemit eine unbenannte Gruppe mit der Systemnummer VIII/A.01 bildet.
Die von der International Mineralogical Association (IMA) zuletzt 2009 aktualisierte 9. Auflage der Strunz’schen Mineralsystematik ordnet den Phenakit in die Klasse der „Silikate und Germanate“ und dort in die Abteilung „Inselsilikate (Nesosilikate)“ ein. Hier ist das Mineral in der Unterabteilung „Inselsilikate ohne zusätzliche Anionen; Kationen in tetraedrischer [4]er-Koordination“ zu finden, wo es zusammen mit Eukryptit, Willemit und Xingsaoit die „Phenakitgruppe“ mit der Systemnummer 9.AA.05 bildet.
In der vorwiegend im englischen Sprachraum gebräuchlichen Systematik der Minerale nach Dana hat Phenakit die System- und Mineralnummer 51.01.01.01. Das entspricht der Klasse der „Silikate“ und dort der Abteilung „Inselsilikatminerale“. Hier findet er sich innerhalb der Unterabteilung „Inselsilikate: SiO4-Gruppen nur mit Kationen in [4]-Koordination“ in der „Phenakitgruppe“, in der auch Willemit und Eukryptit eingeordnet sind.

## Kristallstruktur

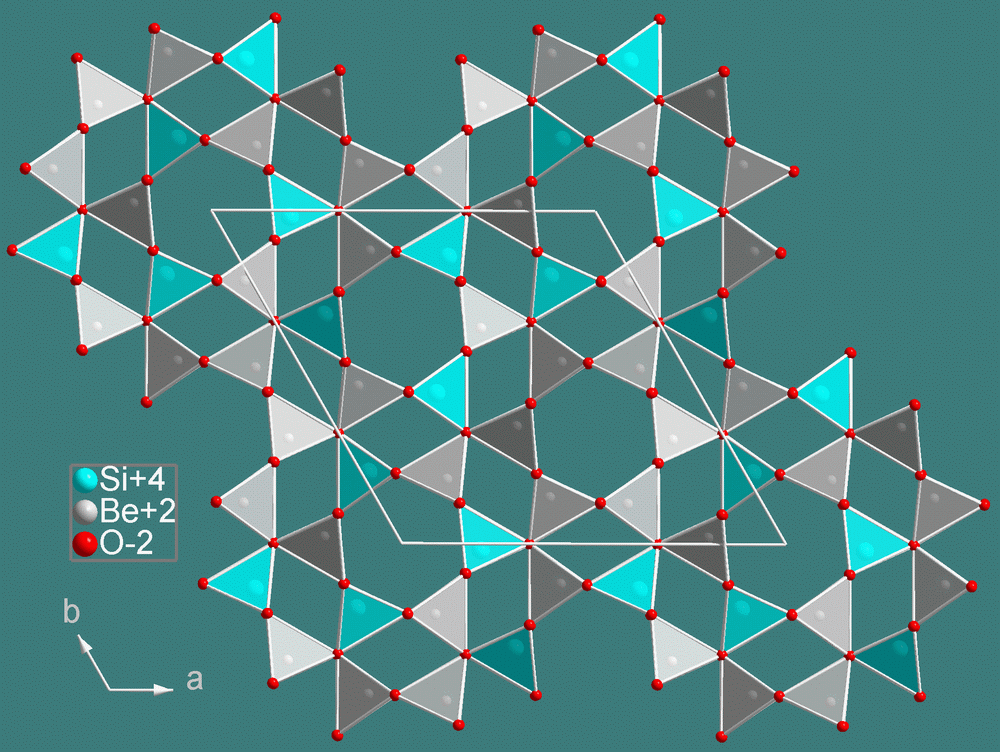
Kristallstruktur von Phenakit mit Blick entlang der c-Achse

Phenakit kristallisiert trigonal in der Raumgruppe R3 (Raumgruppen-Nr. 148) mit den Gitterparametern a = 12,44 Å und c = 8,23 Å sowie 18 Formeleinheiten pro Elementarzelle.

## Bildung und Fundorte

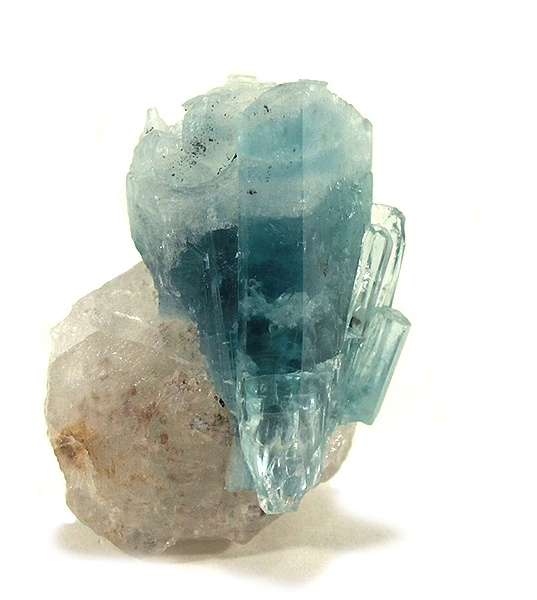
Verwachsene Kristalle von Beryll und Phenakit

Phenakit bildet sich entweder in magmatischen Gesteinen wie granitischen Pegmatiten oder metamorphen Gesteinen wie Glimmerschiefer, aber auch durch hydrothermale Vorgänge in Greisen. Er tritt dort in Paragenese unter anderem mit Apatit, Beryll, Chrysoberyll, Fluorit, Muskovit, Quarz und Topas auf.
Weltweit wurde Phenakit bisher an über 260 Fundorten (Stand: 2018) nachgewiesen. Reich an Phenakitfunden (mit drei und mehr Regionen) sind dabei vor allem Brasilien, Deutschland, Frankreich, Italien, Kanada, Norwegen, Österreich, Schweden, Schweiz und die Vereinigten Staaten.
Bekannt durch Funde besonders großer oder gut entwickelter Kristalle wurde vor allem Kragerø in Telemark (Norwegen) mit Kristallfunden bis 25 cm Länge und São Miguel de Piracicaba in Minas Gerais (Brasilien), wo bis zu 10 cm lange Kristalle zutage traten. In Sri Lanka wurden auch Phenakite mit Katzenaugeneffekt gefunden.

## Verwendung als Schmuckstein
Phenakit wird ausschließlich als Schmuckstein verwendet. Trotz seiner guten physikalischen (hohe Härte) und optischen Eigenschaften – sein klarer, lebhafter Glasglanz lässt sich geschliffen und poliert auf Fettglanz steigern – ist er nur selten im Handel zu finden. Verwechslungsgefahr besteht vor allem mit der farblosen Varietät des Quarzes, dem Bergkristall, aber auch mit Beryll, Beryllonit, Cerussit, Danburit und Topas. Je nach fundortabhängigen Zusammensetzungen können farbige Steine allerdings unter Lichteinfluss mit der Zeit ausbleichen.